# خوان مندز

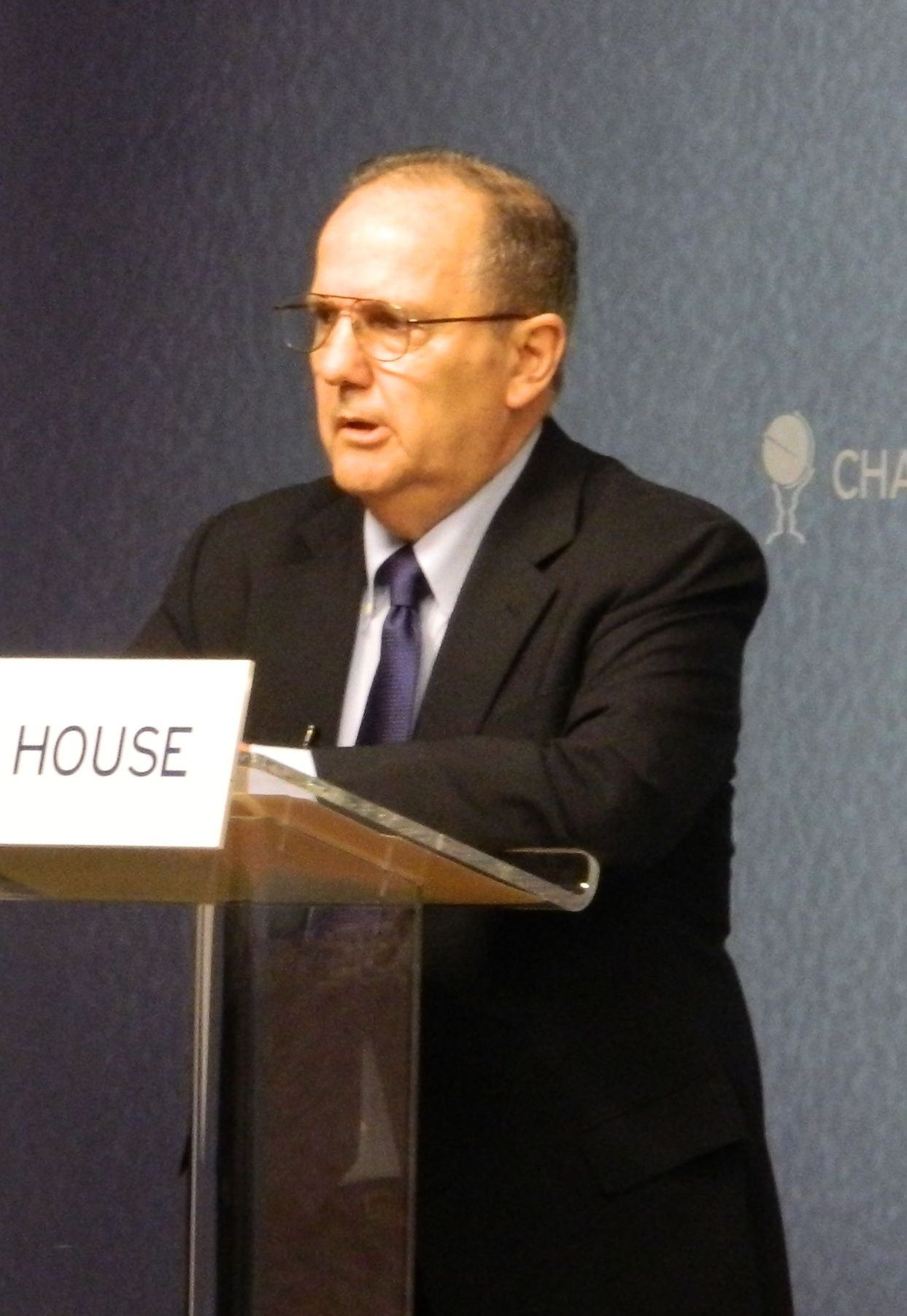
خوان مندز در حال سخنرانی در «چاتم‌هاوس» در سال ۲۰۱۲ میلادی

خوان ای. مندز (اسپانیایی: Juan E. Méndez‎ متولد ۱۱ دسامبر ۱۹۴۴ میلادی، آرژانتین) حقوقدان و فعال حقوق بشر است که به دلیل کارهایش در حوزه زندانیان سیاسی شهرت دارد.
وی در سال ۱۹۷۰ میلادی، مدرک حقوق خود را از دانشگاه استلا ماریس شهر مار دل پلاتا، آرژانتین دریافت کرد.
در اوایل فعالیتش، درگیر نمایندگی زندانیان سیاسی شد. در نتیجه، توسط دیکتاتوری نظامی آرژانتین دستگیر و به مدت ۱۸ ماه تحت شکنجه و بازداشت قرار گرفت.

## فعالیت حرفه‌ای
مندز در لوماس ده سامورا، در حومه بوئنوس آیرس به دنیا آمد. در سال ۱۹۷۰مدرک حقوق خود را از دانشگاه استلا ماریس در مار دل پلاتا، استان بوئنوس آیرس دریافت کرد.
او در اوایل کارش به وکالت زندانیان سیاسی پرداخت. در نتیجه توسط دیکتاتوری نظامی آرژانتین دستگیر و به مدت ۱۸ ماه تحت شکنجه و بازداشت اداری قرار گرفت. در این دوره، عفو بین‌الملل او را به عنوان «زندانی وجدان» پذیرفت و در سال ۱۹۷۷از کشور اخراج و به ایالات متحده آمریکا نقل مکان کرد.

## جوایز
مندز جوایز متعددی را برای فعالیت‌هایش دریافت کرده‌است، از جمله مدال گلر تی بوچر از انجمن حقوق بین‌الملل آمریکا. دکترای افتخاری از دانشگاه کبک در مونترآل؛ «جایزه مونسینور اسکار رومرو برای رهبری در خدمت به حقوق بشر» توسط دانشگاه دیتون. «جایزه جین و جوزف سالیوان» اتحاد هارتلند. دکترای افتخاری از دانشگاه ملی د لا پلاتا، آرژانتین، ۱۰ ژوئن ۲۰۱۳؛ و جایزه حقوق بشر لتلیر-موفیت از مؤسسه مطالعات سیاست در سال ۲۰۱۴